# 湖诺登 (南达科他州)
湖诺登（英語：Lake Norden）是美国南达科他州下属的一座城市。根据2010年美国人口普查，该市有人口473人。论人口在本州排行第121。